# چشم ببر (فیلم)
«چشم ببر» (انگلیسی: Eye of the Tiger (film)) فیلمی در ژانر اکشن به کارگردانی ریچارد سی سارافیان است که در سال ۱۹۸۶ منتشر شد. از بازیگران آن می‌توان به گری بیوسی، سیمور کاسل، برت رمسن، ویلیام اسمیت، و کیمبرلین براون اشاره کرد.